# Pitumarca (distrito)
O Distrito peruano de Pitumarca é um dos 8 distritos da Província de Canchis, situada no Departamento de Cusco, pertenecente a Região de Cusco, Peru

## Transporte
O distrito de Pitumarca é servido pela seguinte rodovia:
- CU-124, que liga o distrito à cidade de Checacupe [1][2][3]